# Hemerobius flaveolus
Hemerobius flaveolus är en insektsart som först beskrevs av Banks 1940.  Hemerobius flaveolus ingår i släktet Hemerobius och familjen florsländor. Inga underarter finns listade i Catalogue of Life.